# Diócesis de Criciúma
La diócesis de Criciúma (en latín: Dioecesis Criciumen(sis) y en portugués: Diocese de Criciúma) es una circunscripción eclesiástica de la Iglesia católica en Brasil. Se trata de una diócesis latina, sufragánea de la arquidiócesis de Florianópolis, que tiene al obispo Jacinto Inácio Flach como su ordinario desde el 16 de septiembre de 2009. 

## Territorio y organización
La diócesis tiene 9094 km² y extiende su jurisdicción sobre los fieles católicos de rito latino residentes en 25 municipios del estado de Santa Catarina: Criciúma, Araranguá, Balneário Arroio do Silva, Balneário Gaivota, Cocal do Sul, Ermo, Forquilhinha, Içara, Jacinto Machado, Lauro Müller, Maracajá, Meleiro, Morro da Fumaça, Morro Grande, Nova Veneza, Passo de Torres, Praia Grande, Santa Rosa do Sul, São João do Sul, Siderópolis, Sombrio, Timbé do Sul, Treviso, Turvo y Urussanga.
La sede de la diócesis se encuentra en la ciudad de Criciúma, en donde se halla la Catedral de San José.
En 2019 en la diócesis existían 34 parroquias agrupadas en 6 comarcas pastorales (comarcas pastorais): Araranguá, Criciúma, Nova Veneza, Santa Rosa do Sul, Turvo y Urussanga.

## Historia
La diócesis fue erigida el 27 de mayo de 1998 con la bula Sollicitus de spirituali bono del papa Juan Pablo II, obteniendo el territorio de la diócesis de Tubarão.

## Estadísticas
De acuerdo al Anuario Pontificio 2020 la diócesis tenía a fines de 2019 un total de 488 300 fieles bautizados.
| Año                                                                             | Población            | Población | Población      | Sacerdotes | Sacerdotes    | Sacerdotes    | Bautizados por sacerdote | Diáconos permanentes | Religiosos | Religiosos | Parroquias |
| Año                                                                             | Bautizados católicos | Total     | % de católicos | Total      | Clero secular | Clero regular | Bautizados por sacerdote | Diáconos permanentes | Varones    | Mujeres    | Parroquias |
| ------------------------------------------------------------------------------- | -------------------- | --------- | -------------- | ---------- | ------------- | ------------- | ------------------------ | -------------------- | ---------- | ---------- | ---------- |
| 1999                                                                            | 404 343              | 449 270   | 90.0           | 67         | 44            | 23            | 6034                     | 1                    | 106        | 137        | 29         |
| 2000                                                                            | 415 550              | 470 000   | 88.4           | 65         | 44            | 21            | 6393                     | 1                    | 107        | 135        | 29         |
| 2001                                                                            | 411 400              | 484 000   | 85.0           | 68         | 43            | 25            | 6050                     | 2                    | 69         | 133        | 29         |
| 2002                                                                            | 387 732              | 484 665   | 80.0           | 66         | 42            | 24            | 5874                     | 1                    | 67         | 131        | 29         |
| 2003                                                                            | 402 231              | 484 916   | 82.9           | 65         | 42            | 23            | 6188                     | 1                    | 57         | 129        | 29         |
| 2004                                                                            | 402 231              | 484 916   | 82.9           | 63         | 40            | 23            | 6384                     | 1                    | 28         | 133        | 29         |
| 2006                                                                            | 435 000              | 525 000   | 82.9           | 68         | 49            | 19            | 6397                     | 1                    | 40         | 125        | 29         |
| 2013                                                                            | 476 000              | 574 000   | 82.9           | 65         | 46            | 19            | 7323                     | 1                    | 29         | 124        | 30         |
| 2016                                                                            | 488 000              | 589 000   | 82.9           | 68         | 45            | 23            | 7176                     | 1                    | 30         | 122        | 32         |
| 2019                                                                            | 488 300              | 610 900   | 79.9           | 69         | 50            | 19            | 7076                     |                      | 28         | 106        | 34         |
| Fuente: Catholic-Hierarchy, que a su vez toma los datos del Anuario Pontificio. |                      |           |                |            |               |               |                          |                      |            |            |            |

## Episcopologio
- Paulo Antônio de Conto (27 de mayo de 1998-2 de julio de 2008 nombrado obispo de Montenegro)
- Jacinto Inácio Flach, desde el 16 de septiembre de 2009